# وليام ميكلبرينسيس
وليام ميكلبرينسيس (مواليد 25 فبراير 2004) هو لاعب كرة قدم فرنسي يلعب في مركز المدافع في نادي هامبورغ.

## روابط خارجية
- وليام ميكلبرينسيس على موقع قاعدة بيانات كرة القدم.إي يو (الإنجليزية)
- وليام ميكلبرينسيس على موقع ليكيب (الفرنسية)
- وليام ميكلبرينسيس على موقع Soccerway.com (الإنجليزية)
- وليام ميكلبرينسيس على موقع عالم كرة القدم.نت (الإنجليزية)